# روفوس (نرم‌افزار)
روفوس (به انگلیسی: The Reliable USB Formatting Utility, with Source) نرم‌افزار آزاد و متن‌باز است که برای فرمت کردن یواس‌بی و ساخت یواس‌بی‌های قابل بوت استفاده شود.
در ابتدا Rufus به عنوان جایگزینی آزاد برای ابزار «USB HP Disk Storage Format Tool for Windows» طراحی شده بود. که در درجه اول برای ایجاد درایوهای فلش یواس‌بی قابل بوت «DOS» استفاده می‌شد.
Rufus از انواع پرونده‌های «.iso» قابل بوت پشتیبانی می‌کند، از جمله توزیع‌های مختلف لینوکس و فایل‌های «.iso» نصب ویندوز، و همچنین فایل‌های تصویری دیسک خام (از جمله پرونده‌های فشرده). در صورت نیاز، یک بوت لودر مانند SYSLINUX یا GRUB را روی درایو فلش نصب می‌کند تا آن را بوت کند. همچنین امکان نصب MS-DOS یا FreeDOS بر روی درایو فلش و همچنین ایجاد رسانه بوت Windows To Go را فراهم می‌کند. این از درایوهای فلش قالب بندی به عنوان سیستم فایل FAT، FAT32، NTFS , exFAT , UDF یا ReFS پشتیبانی می‌کند.
روفوس همچنین می‌تواند برای محاسبه هش‌های MD5، SHA-1 و SHA-256 از تصویر انتخاب شده در حال حاضر استفاده شود.
هنگام راه‌اندازی Rufus تحت ویندوز ۷، نباید هیچ اتصال اینترنتی روی رایانه وجود داشته باشد.
Rufus قادر به بارگیری تصاویر ISO DVD از نصب‌کنندگان ویندوز ۱۰ قبل از نسخه فعلی در سایت بارگیری مایکروسافت است. برای انجام این کار، رایانه شخصی باید قبل از راه‌اندازی Rufus به اینترنت متصل باشد و Rufus باید حداقل تحت ویندوز ۸٫۱ اجرا شود